# Erepsia anceps
Erepsia anceps är en isörtsväxtart som först beskrevs av Adrian Hardy Haworth, och fick sitt nu gällande namn av Schwant. Erepsia anceps ingår i släktet Erepsia och familjen isörtsväxter. Inga underarter finns listade i Catalogue of Life.